# Ameno (canção)
"Ameno" é o primeiro single do álbum Era, lançado pelo projeto musical de new age, Era, em 1997. A canção conseguiu entrar no Top 10 na parada musical da França, Bélgica e Suécia, e também chegar a posição de número 12 na Alemanha. Escrita em latim macarrônico, a canção voltou a ganhar popularidade entre os jovens no fim da década de 2010 devido à confecção de memes.

## Faixas
| N.º | Título          | Duração |  |
| 1.  | "Ameno"         | 4:18    |  |
| 2.  | "Ameno" (Remix) | 3:45    |  |

## Posições nas paradas musicais

### Melhores posições
| Parada musical (1997/1998)               | Melhor posição |
| ---------------------------------------- | -------------- |
| Alemanha - Germany Top 100 Singles       | 12             |
| Bélgica - Ultratop Top Singles (Valônia) | 2              |
| França - SNEP                            | 5              |
| Suécia - Sverigetopplistan               | 5              |

### Posições anuais
| Parada de fim de ano (1996)        | Melhor posição |
| ---------------------------------- | -------------- |
| Bélgica - Ultratop (Valônia)       | 10             |
| França - SNEP                      | 25             |
| Parada de fim de ano (1998)        | Melhor posição |
| Alemanha - Germany Top 100 Singles | 81             |